# أليخاندرو غاليندو
أليخاندرو غاليندو (بالإسبانية: Alejandro Galindo)‏ هو كاتب وكاتب سيناريو ومخرج وممثل مكسيكي، ولد في 14 يناير 1906 في مونتيري في المكسيك، وتوفي في 1 فبراير 1999 في مدينة مكسيكو في المكسيك.

## وصلات خارجية
- أليخاندرو غاليندو على موقع IMDb (الإنجليزية)
- أليخاندرو غاليندو على موقع ألو سيني (الفرنسية)
- أليخاندرو غاليندو على موقع أول موفي (الإنجليزية)
- أليخاندرو غاليندو على موقع قاعدة بيانات الفيلم (الإنجليزية)
- أليخاندرو غاليندو على موقع كينوبويسك (الروسية)